# Platynereis cristatus
Platynereis cristatus är en ringmaskart som först beskrevs av Horst 1924.  Platynereis cristatus ingår i släktet Platynereis och familjen Nereididae. Inga underarter finns listade i Catalogue of Life.